# Comtat de Trénor

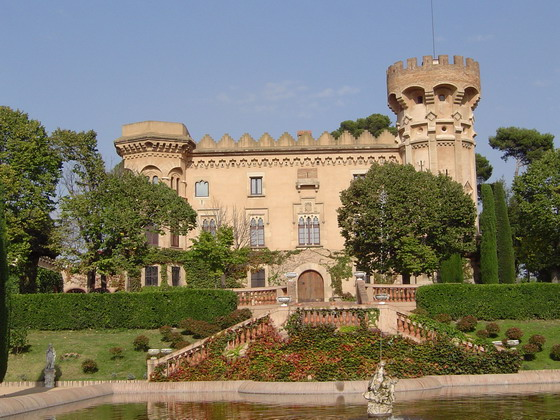
Castell de Sant Marçal, a Cerdanyola del Vallès, propietat de la família Trénor.

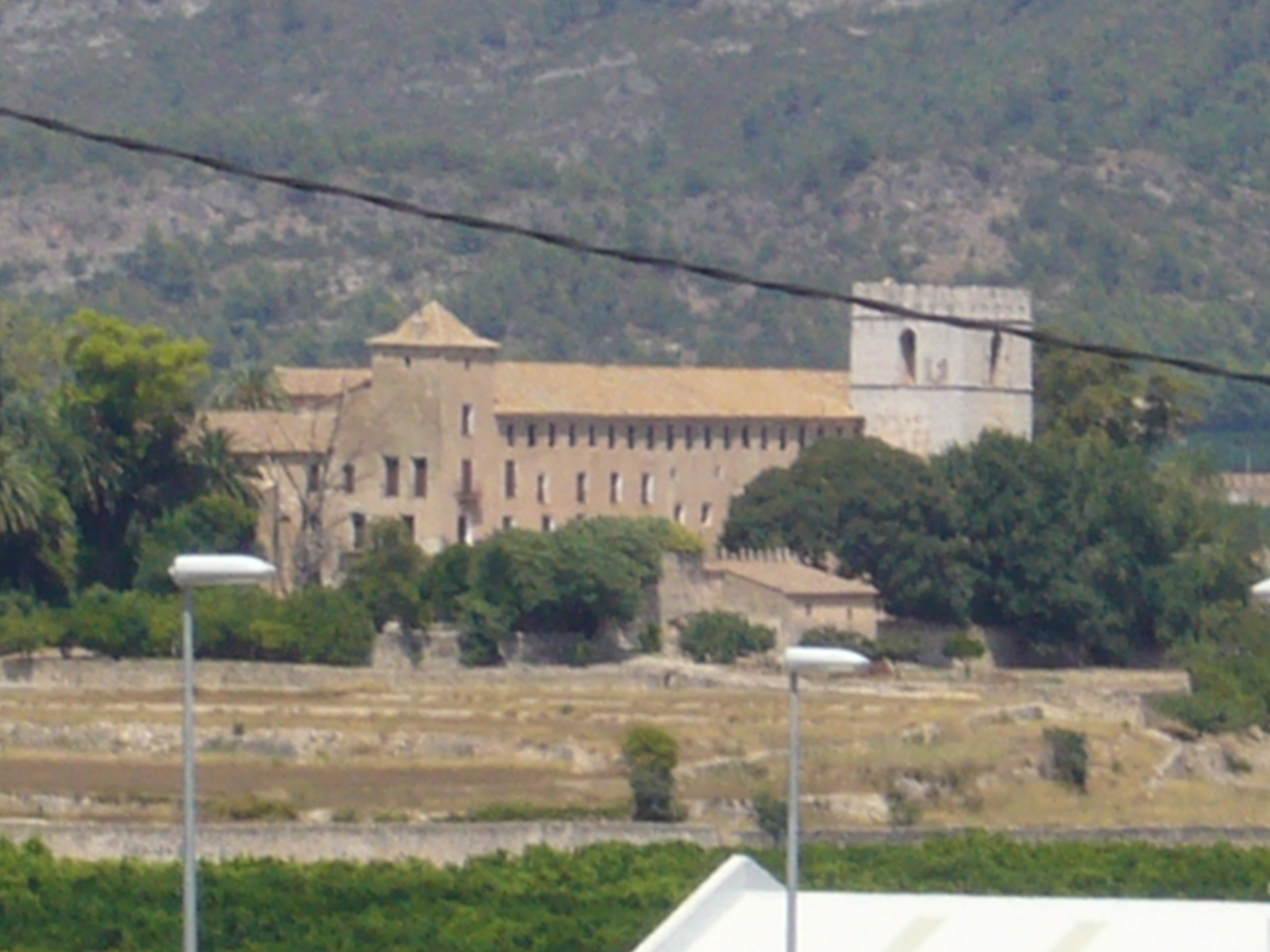
Monestir de Sant Jeroni de Cotalba, a Alfauir, (València), propietat de la família Trénor, adquirit en la Desamortització de Mendizábal.

El Comtat de Trénor és un títol nobiliari espanyol creat el 12 de juliol de 1911 pel rei Alfons XIII a favor de Francisco Trénor Palavicino.
Francisco Trénor Palavicino pertanyia a la riquíssima família Trénor, d'origen irlandès establerta a Espanya, ja que era fill del poderós industrial valencià Federico Trénor y Bucelli que va casar amb una filla de Vicente Palavicino y Vallés, IX Baró de Frignani i Frignestani, VII marquès de Mirasol.
Aquesta família va acumular en el segle xix i primer terç del segle xx, importants latifundis i indústries de tota classe, sobretot al País Valencià i a Catalunya, edificant per als membres de la família nombroses cases pairals i palaus.
El rei Alfons XIII va crear nombrosos títols nobiliaris per a la família Trénor.

## Títols nobiliaris
A més del Comtat de Trénor, els Trénor, van ser distingits amb altres Títols de noblesa, com el Marquesat del Túria, concedit a Tomás Trénor Palavicino en 1909, el Comtat de la Vallesa de Mandor, amb Grandesa d'Espanya, concedit a Enrique Trénor Montesinos, en 1921. Al llarg dels anys, van emparentar amb altres famílies de la noblesa valenciana i espanyola, vinculant-los a altres títols del regne com les Baronies d'Alaquàs i Picassent, el Comtats de Berbedel, Comtat de Casp, Comtat de Montornés, Comtat de Noroña i Comtat de la Ventosa, així com el Marquesats de Cordellas, Marquesat de González de Quirós, Marquesat de Fuentehermosa, Marquesat de Lara, Marquesat de Mascarell, marquesat de San Juan, Marquesat de Mirasol, Marquesat de Cerdanyola i marquesat de Sot, entre d'altres. Algunes branques familiars sorgides de les diferents unions matrimonials són els Gómez-Trénor, Calabuig-Trénor, Garrigues-Trénor, Trénor-Pardo de Donlebún, Trénor-Despujol i Trénor-Löwenstein-Wertheim-Rosenberg, entre d'altres.
Alguns membres d'aquesta família van ser cavallers de l'Orde de Malta i Grans d'Espanya. I molts d'ells van ser distingits amb les màximes condecoracions civils i militars.
El lema de la família és Facta non verba (Fets, no paraules).

## Comtes de Trénor
|                         | Titular                                   | Període                 |
| Creació per Alfons XIII | Creació per Alfons XIII                   | Creació per Alfons XIII |
| ----------------------- | ----------------------------------------- | ----------------------- |
| I                       | Francisco Trénor Palavicino               | 1911-1935               |
| II                      | Elvira Trénor y Moroder                   | 1951-                   |
| III                     | Juan Antonio Gómez-Trénor y Trénor        | 1981-                   |
| IV                      | Francisco Gómez-Trénor y García del Moral | 2004-actual titular     |

## Història dels Comtes de Trénor
- Francisco Trénor Palavicino, I comte de Trénor.

1. Casat amb Elvira Moroder Peñalva
2. Casat amb María Antonia Aliño Forner. El succeí, en 1951, del seu primer matrimoni, la seva filla:

- Elvira Trénor y Moroder, II comtessa de Trénor.

1. Casada amb Juan Antonio Gómez-Trénor Fos. La succeí, en 1981, el seu fill:

- Juan Antonio Gómez-Trénor y Trénor, III comte de Trénor. El succeí, per cessió en 2004, el seu nebot:

- Francisco Gómez-Trénor y García del Moral, IV comte de Trénor.

1. Casat amb María Soledad Rodríguez Marín